# Drukgyal dzong
Drukgyal Dzong je bil dzong (samostan trdnjava) v zahodnem delu Butana v zgornji dolini Paro v vasi Phondey, 14 km iz Para. Zgrajen je bil leta 1649 nad vasjo na ploščadi, ki jo s treh strani obdaja skalni previs. Trdnjava je bila obrambna točka pred vpadi iz Tibeta. Po požaru leta 1951 ni bil več obnovljen; ohranjene pa so razsežne in mogočne ruševine. 

## Zgodovina
Drukgyal dzong je po letu 1649 dal postaviti butanski religiozni in vojaški vodja šabdrung Ngavang Namgjal, ki je ozemeljsko združil sodobni Butan. Nekateri pa gradnjo pripisujejo Tenzin Drukdi po naročilu šabdrung Rinpočeja. Šabdrung Ngavang Namgjal in njegovi nasledniki so zgradili več dzongov (trdnjav) za kontrolo območja pod dominacijo duhovnikov in vodij različnih budističnih šol. Za razliko od drugih dzongov, ki jih je zgradil šabdrung Ngavang Namgjal, je Drukgyel dzong imel le obrambno vlogo in ne tudi administrativno in religiozno. Trdnjava je imela najboljšo oborožitev v svojem času. Ime samega dzonga pomeni 'butanska zmaga' (druk je lokalno ime za Butan, gyel pa pomeni 'zmago') in opominja na butansko zmago nad združenimi silami vojske Tibeta in Mongolske vojske leta 1644, ki so poskušale večkrat z invazijo na Butan. Torej dzong je bil zgrajen na strateški točki blizu meje s Tibetom za ojačanje obrambe pred bodočimi invazijami. Trdnjava je bila do leta 1951 letna rezidenca Rinpung Rabdey.
Dzong je ostal nespremenjen od leta 1951, ko je pogorel, v primerjavi z drugimi dzongi, ki so bili obnavljani, dozidani in nadgrajeni, da bi zadovoljili potrebam procesa modernizacije in razvoja. Po požaru ni bil obnovljen, tako da nam ruševine kažejo originalne zidove in druge gradbene elemente. Butanska nacionalna komisija za UNESCO je leta 2012 predlagala Unescu, da se ruševine vpišejo na seznam svetovne dediščine.
Leta  2016 je predsednik vlade Butana Lyonchen Tshering Tobgay ob proslavi rojstva kraljevega prestolonaslednika kralja Gyalseja dejal, da bo grad obnovljen in povrnjen v nekdanjo slavo.

## Značilnosti
Arhitektonsko-gradbeni elementi dzonga sestojijo iz štirinadstropnega obrambnega stolpa utse, v katerem je tempelj zaščitnka - tempelj Mahakala (Yeshey Gonpo) in Palden lame (Mahakali). Poleg tega v kompleks spada še Šabkhor, oglate zgradbe, ki obkrožajo tri dvorišča. Vse to je zgrajeno tako, da upošteva geografske pogoje na hriboviti polici. Masivne s kamna grajene zidove trdnjave so postavili na strme previsne stene okoli stolpa in z njimi popolnoma zaprli notranji prostor dzonga ter s tem naredili edini mogoč dostop le iz enega vhoda, ki ga je branilo več močnih obrambnih stolpov. Tajni podzemni tunel do tekoče vode v reki pod hribom, ki pa se je uporabljal tudi za hiter izpad posadke iz dzonga, za oskrbo z vodo v času obleganja in za okrepitve moštva. V pritličju glavnega stolpa je bila žitnica, ki je bila največja med vsemi dzongi v Butanu. Danes so cilindrični stolpi, ki se imenujejo Chu-dzong (vodna trdnjava) povezani med sabo z obrambnimi zidovi.